# 吳廷用
吳廷用，福建政和縣人，明朝政治人物，同進士出身。

## 生平
永樂二年（1404年），吳廷用中甲申科殿試三甲第九名進士，同年十二月，授戶科给事中。宣德年間，官至禮部侍郎。